# کیادو د کنتراس
کیادو د کنتراس دهستانی در استان آبیلای اسپانیا است.
در این دهستان ۲۶۸ نفر زندگی می‌کنند. مساحت این دهستان ۱۸٫۳۷ کیلومتر مربع است.